# Arctidinae
Arctidinae is een onderfamilie van kreeftachtigen uit de klasse van de Malacostraca (hogere kreeftachtigen).

## Geslachten
- Arctides Holthuis, 1960
- Scyllarides Gill, 1898